# Saint-Nazaire-le-Désert
Saint-Nazaire-le-Désert település Franciaországban, Drôme megyében. Lakosainak száma 205 fő (2022. január 1.). Saint-Nazaire-le-Désert Bourdeaux, Bouvières, Brette, Chalancon, Gumiane, Pradelle, Rochefourchat, Les Tonils és Volvent községekkel határos.

## Népesség
A település népessége az elmúlt években az alábbi módon változott:
| Lakosok száma | 257  | 197  | 168  | 144  | 142  | 174  | 193  | 209  | 208  | 205  |
|               | 1968 | 1982 | 1990 | 2006 | 2013 | 2015 | 2017 | 2019 | 2020 | 2022 |